# Matwiejewo (rejon kliński)
Matwiejewo (ros. Матвеево) – wieś (dieriewnia) w Rosji, w obwodzie moskiewskim, w rejonie klińskim. W 2010 liczyła 12 mieszkańców.